# Prefetti della provincia di Bari
Elenco completo degli intendenti, dei governatori e dei prefetti della Provincia di Bari succedutisi dal 1806.

## Intendenti
- Gian Battista Ricciardi: 1806
- Andrea Coppola, Duca di Canzano: 19 marzo 1807 - novembre 1811
- Fulcran-Jérôme Dumas, generale: 23 novembre 1811 - dicembre 1813
- Giovanni Antonio Capece Zurlo: 23 dicembre 1813 - luglio 1820
- Donato Antonio De Marinis: 11 luglio 1820 - 1 aprile 1821
- Gennaro Di Zocco, conte di Montaperto: 27 aprile 1821 - ottobre 1825
- Francesco Logerot, tenente colonnello: 3 ottobre 1825 - novembre 1828
- Giuseppe De Liguori: novembre 1828 - gennaio 1830
- Giambattista Rega: gennaio-novembre 1830
- Michele Pandolfelli: 5 novembre 1830 - luglio 1831
- Giordano Bianchi Dottula, marchese di Montrone: luglio 1831 - maggio 1842
- Edoardo Winspeare: maggio 1842 - dicembre 1847
- Francesco Benso, duca della Verdura: dicembre 1847 - febbraio 1848
- Giuseppe De Cesare: febbraio - luglio 1848
- Carlo Imperiale D'Afflitto, marchese: luglio 1848 - ottobre 1849
- Luigi Ajossa, marchese: ottobre 1849 - maggio 1855
- Salvatore Mandarini: maggio 1855 - giugno 1857
- Francesco Coppola, duca di Canzano: agosto 1859 - agosto 1860

## Governatori
- Mariano Englen: agosto-settembre 1860
- Giovanni Vincenzo Rogadeo: settembre-ottobre 1860
- Cataldo Nitti: ottobre-dicembre 1860
- Salvatore Stampacchia: dicembre 1860-gennaio 1861
- Federico Papa: febbraio-luglio 1861
- Giuseppe Alosia: luglio-novembre 1861

## Prefetti

### Regno d'Italia
- Marchese Pietro Peverelli: novembre 1861 - aprile 1862
- Ernico Cosenz, generale: prima metà 1862
- Damiano Assanti: seconda metà 1862
- Barone Eugenio Fasciotti: 1863-1864
- Duca di Cesarò Colonna: 1864
- Giuseppe Campi: 1866
- Emilio Veglio: 1867-1869
- Bartolomeo Amaricusa: 1869-1874
- Conte Vincenzo Salvoni: 1874-1876
- Paolo Paternostro: 1876-1878
- Efisio Salaris: 1878-1879
- Angelo Calvino: 1879-1880
- Nicola Petra, marchese di Caccavone, duca di Vastogirardi: 1880-1881
- Biagio Miraglia: 1881-1883
- Luigi Berti: 1883-1884
- Andrea Calenda di Tavani: 1885-1887
- Conte Gustavo Millo di Casalgiate: 1887
- Luigi Pavolini: 1887-1889
- Carmine Senise: 1 maggio 1889 - 1 maggio 1931
- Emilio Caracciolo: 11 giugno 1891 - 11 luglio 1892
- Carlo Bernardo Ferrari: 28 luglio 1892 - gennaio 1894
- Saladino Saladini: 16 gennaio 1894 - 13 agosto 1894
- Vincenzo Colmayer: 20 agosto 1894 - ottobre 1897
- Pietro Bondì: 26 ottobre 1897 - 3 maggio 1898
- Angelo Annaratone: agosto 1898 - 15 febbraio 1900
- Ferdinando Manni Seta: il 9 febbraio 1900 - 23 aprile 1901
- Emilio Caracciolo: 8 maggio 19001 - 9 dicembre 1903
- Maurizio Ceccato: 11 dicembre 1903 12 febbraio 1906
- Pietro Ferri: 16 febbraio 1906 - 30 settembre 1906
- Angelo Buganza: 8 ottobre 1906 - 19 maggio 1909
- Giovanni Gasperini: 21 maggio 1909 - 4 agosto 1914
- Giovanni Fiaccolati: 16 agosto 190014 - 15 aprile 1915
- Angelo Pesce: 24 aprile 1915 - 8 marzo 1919
- Alfredo Ferrara: 16 marzo 1919 - 15 marzo 1920
- Camillo De Fabritiis: 16 marzo 1920 - 31 agosto 1921
- Carlo Olivieri: 1 settembre 1921 - 30 agosto 1922
- Cesare Mori: 31 agosto 1922 - 20 novembre 1922
- Ernesto Giobbe: 21 novembre 1922 - 15 aprile 1923
- Raffaele De Vita, generale: 16 aprile 1923 - 19 ottobre 1925
- Giovanni Garzaroli: 22 ottobre 1925 - 10 settembre 1927
- Secondo Dezza: 16 settembre 1927 - 30 giugno 1928
- Umberto Albini (politico): 1 luglio 1928 - 15 luglio 1929
- Enrico Cavalieri: 16 luglio 1929 - 15 aprile 1932
- Ernesto Perez: 16 aprile 1932 - 13 settembre 1934
- Riccardo Motta: 14 settembre 1934 - 24 luglio 1935
- Dino Borri: 25 luglio 1935 - 20 agosto 1939
- Pietro Bruno: 1 agosto 1939 - 4 giugno 1940
- Gaspare Viola: 5 giugno 1940 - 15 agosto 1943
- Giuseppe Li Voti: 16 agosto 1943 - 19 maggio 1944
- Falcone Lucifero, dei marchesi di Aprigliano: 20 maggio 1944 - 31 luglio 1944
- Antonio Antonucci : 1 agosto 1944 - 31 ottobre 1945
- Guido Broise: 1 novembre 1945 - 17 luglio 1946

### Repubblica italiana
- Giovan Battista Laura: 10 agosto 1946 - 30 settembre 1947
- Italo Mormile: 1 ottobre 1947 - 9 ottobre 1949
- Virgilio Magris: 10 ottobre 1949 - 10 ottobre 1951
- Mario Carta: 11 ottobre 1951 - 21 ottobre 1956
- Lino Cappellini: 22 ottobre 1956 - 7 ottobre 1958
- Prospero Giura: 8 ottobre 1958 - 23 settembre 1962
- Mario Liotta: 24 settembre 1962 - 22 ottobre 1964
- Alberto Novello: 14 dicembre 1964 - 19 giugno 1969
- Nilo Pignataro: 23 giugno 1969 - 13 gennaio 1973
- Michele Di Caprio: 15 gennaio 1973 - 30 aprile 1976
- Pietro Montesanti: 18 maggio 1976 - 30 settembre 1978
- Francesco Latilla: 10 gennaio 1979 - 31 marzo 1985
- Antonio Basso: 1 aprile 1985 - 29 febbraio 1988
- Andrea Isca: 1 marzo 1988 - 6 novembre 1988
- Nicola de Mari: 7 novembre 1988 - 14 febbraio 1993
- Corrado Catenacci: 15 febbraio 1993 - 8 settembre 1996
- Giuseppe Mazzitello: 9 settembre 1996 - 18 dicembre 2000
- Tommaso Blonda: 20 dicembre 2000 - 31 marzo 2006
- Carlo Schiraldi: 6 aprile 2006 - 2 febbraio 2011
- Mario Tafaro: 8 agosto 2011 31 dicembre 2013
- Antonio Nunziante: 4 gennaio 2014 - 31 marzo 2015
- Carmela Pagano: 25 giugno 2015 - 12 febbraio 2017
- Marilisa Magno: 13 febbraio 2017 - 27 novembre 2019
- Antonia Bellomo: 7 gennaio 2020 - 2 ottobre 2023
- Francesco Russo: 2 ottobre 2023 - in carica